# Siarczan żelaza(III)
Siarczan żelaza(III) – nieorganiczny związek chemiczny, sól kwasu siarkowego i żelaza na III stopniu utlenienia. Tworzy bezbarwne, żółtawe kryształy, bezwodny stanowi białożółty bezpostaciowy proszek. Jego 40% wodny roztwór stosowany jest jako koagulant w procesie oczyszczania ścieków.
10% roztwór siarczanu żelaza w wodzie jest używany do identyfikacji niektórych gatunków grzybów; powodowane przez niego zmiana zabarwienia miąższu grzybów i jej natężenie ma znaczenie identyfikacyjne.

## Otrzymywanie
Siarczan żelaza(III) otrzymuje się przez utlenianie gorącego roztworu siarczanu żelaza(II) w obecności kwasu siarkowego:
2FeSO
4 + H
2O
2 + H
2SO
4 → Fe
2(SO
4)
3 + 2H
2O